# Fred Børre Lundberg
Fred Børre Lundberg   (Hammerfest, 25 de desembre de 1969) és un esquiador nòrdic noruec, ja retirat, especialista en combinada nòrdica.

## Biografia
Va néixer el 25 de desembre de 1969 a la ciutat d'Hammerfest, població situada al comtat de Finnmark.

## Carrera esportiva
Va participar en els Jocs Olímpics d'Hivern de 1992 realitzats a Albertville (França), on aconseguí guanyar la medalla de plata en la prova individual de la combinada nòrdica a més de finalitzar quart en la prova de relleus per equips. En els Jocs Olímpics d'Hivern de 1994 realitzats a Lillehammer (Noruega) aconseguí guanyar la medalla d'or en la prova individual i la medalla de plata en la prova de relleus. Finalment, en els Jocs Olímpics d'Hivern de 1998 realitzats a Nagano (Japó) aconseguí guanyar la medalla d'or en la prova de relleus per equips i finalitzà setzè en la prova individual.
Al llarg de la seva carrera guanyà sis medalles en el Campionat del Món d'esquí nòrdic, incloent tres medalles d'or (15 km. individuals: 1991 i 1995; relleus 4x5 km: 1997).